# Mark Gimenez
Mark Gimenez – amerykański pisarz, autor powieści sensacyjnych, z wykształcenia prawnik.

## Zarys biografii
Dorastał w Galveston w Teksasie. Ukończył Texas State University–San Marcos na wydziale nauk politycznych. Następnie studiował prawo w Notre Dame Law School. W 1980 uzyskał stopień Juris Doctor i natychmiast został zaangażowany przez Shank, Irwin & Conant, dużą kancelarię w Dallas, której z czasem stał się wspólnikiem. Po dziesięciu latach zdecydował się rozpocząć własną praktykę i zająć się pisaniem. Debiutował książką Kolor prawa, która spotkała się z ciepłym przyjęciem zarówno krytyków, jak i czytelników. Przez wiele miesięcy znajdowała się na listach bestsellerów. Sukces debiutu powtórzyły kolejne powieści, a sam autor stał się równie popularny jak John Grisham.
Gimenez mieszka na przedmieściach Fort Worth w Teksasie, z żoną i dwójką synów.

## Twórczość
- Porwanie (Saving Grace lub The Abduction, 2007)
- Nikt nie wygrywa (The Perk, 2008)
- Zwyczajny prawnik (The Common Lawyer, 2009)
- The Governor’s Wife (2012)

Cykl z Scottem Fenneyem
- Kolor prawa (The Color of Law, 2005)
- Accused (2010)

Przygody Maxa Dugana
- Parts & Labor (2011)